# منگ گوانلیانگ
منگ گوانلیانگ (چینی: 孟关良؛ زادهٔ ۲۴ ژانویهٔ ۱۹۷۷) قایقران کانو سابق اهل چین است.
وی در مسابقات کشوری و بین‌المللی در مجموع برندهٔ ۲ مدال طلا شده‌است.